# Ryszard Łukasik (wojskowy)
Ryszard Łukasik (ur. 15 października 1946 w Laskowicach Oławskich, zm. 26 maja 2021) – oficer dyplomowany polskiej Marynarki Wojennej w stopniu admirała floty, inżynier nawigator morski, dowódca ORP „Gdynia”, 1 dywizjonu kutrów rakietowo-torpedowych oraz 3 Flotylli Okrętów, trzykrotnie odznaczony Orderem Odrodzenia Polski.
Syn Juliana (1923–1984) i Teofili (1923–1987).
W latach 1996–2003 dowódca Marynarki Wojennej, następnie zastępca szefa Biura Bezpieczeństwa Narodowego, w latach 2003–2005 członek Rady Bezpieczeństwa Narodowego przy Prezydencie Rzeczypospolitej Polskiej.

## Wykształcenie
Ukończył I Liceum Ogólnokształcące im. Króla Stanisława Leszczyńskiego w Jaśle. Po egzaminie maturalnym, w 1964 roku został przyjęty na Wydział Pokładowy Wyższej Szkoły Marynarki Wojennej im. Bohaterów Westerplatte w Gdyni. Po ukończeniu studiów w 1968 roku uzyskał tytuł zawodowy inżyniera i otrzymał promocję oficerską na stopień wojskowy podporucznika marynarki. W 1969 roku przeszedł przeszkolenie z zakresu uzbrojenia rakietowego. Jest również absolwentem dowódczych studiów podyplomowych w Akademii Marynarki Wojennej ZSRR im. marsz. Klimenta Woroszyłowa w Leningradzie (1974–1977) oraz studiów podyplomowych z politologii na Uniwersytecie Gdańskim (1981). W 1986 roku ukończył Podyplomowe Studium Operacyjno-Strategiczne w Akademii Sztabu Generalnego Wojska Polskiego im. gen. Karola Świerczewskiego w Warszawie.

## Służba wojskowa
Po promocji oficerskiej odbył asystenturę okrętową w 7 dywizjonie niszczycieli w Gdyni. Na pierwsze stanowisko służbowe – dowódcy działu okrętowego II rakietowo-artyleryjskiego – został skierowany w 1969 roku na kuter rakietowy ORP „Gdynia” proj. 205, który wchodził w skład 3 dywizjonu kutrów torpedowych 3 Brygady Kutrów Torpedowych w Gdyni. W 1971 roku wyznaczono go zastępcą dowódcy okrętu, a rok później objął obowiązki dowódcy na „Gdyni”. W tym okresie, w wyniku reorganizacji morskiego rodzaju Sił Zbrojnych jednostka została podporządkowana 2 dywizjonowi kutrów rakietowo-torpedowych 3 Flotylli Okrętów w Gdyni. W latach 1978–1979 był starszym oficerem w Oddziale Operacyjnym Sztabu Głównego Marynarki Wojennej w Gdyni, po czym powrócił do 3 Flotylli Okrętów na stanowisko szefa sztabu – zastępcy dowódcy 1 dywizjonu kutrów rakietowo-torpedowych. W 1980 roku, będącego w stopniu kapitana marynarki Ryszarda Łukasika wyznaczono na dowódcę 1 dywizjonu kutrów rakietowo-torpedowych, którym pozostał przez dwa lata.
Następnie został zastępcą dowódcy 3 Flotylli Okrętów ds. liniowych, natomiast od 1985 roku pełnił w Dowództwie 3 Flotylli Okrętów obowiązki szefa sztabu – I zastępcy dowódcy. W latach 1987–1989 dowodził 3 Flotyllą Okrętów im. kmdr. Bolesława Romanowskiego. W marcu 1989 roku rozpoczął służbę na stanowisku zastępcy dowódcy Marynarki Wojennej ds. liniowych, a dziewięć miesięcy później został szefem Sztabu Marynarki Wojennej – I zastępcą dowódcy Marynarki Wojennej. W okresie od 28 lutego 1996 roku do 30 września 2003 roku był dowódcą Marynarki Wojennej. W dniu obchodów Święta Wojska Polskiego 15 sierpnia 1997 roku otrzymał nominację na admirała, stanowiącego ówcześnie najwyższy stopień w Wojsku Polskim, natomiast  z okazji Narodowego Święta Niepodległości, 11 listopada 2002 roku został odznaczony Krzyżem Komandorskim Orderu Odrodzenia Polski. 

Dwie kadencje na stanowisku dowódcy Marynarki Wojennej ma za sobą admirał floty Ryszard Łukasik. Choć w międzyczasie zmieniały się przepisy to ma za sobą już ponad siedem lat tej bardzo ciężkiej pracy. A wcześniej przecież były lata spędzone na okrętach i na różnych stanowiskach związanych z marynarską służbą. Jest dla mnie wielką satysfakcją, Panie Admirale, że mogliśmy przez ostatnie lata tak blisko współpracować. Cenię Pana wysokie kwalifikacje, odwagę i sprawność działania. Pod Pana dowództwem Marynarka Wojenna wzbogaciła się o dwie fregaty rakietowe, okręty podwodne, niszczyciele min, samoloty "Bryza" oraz sprawdzony w działaniach na wodach Zatoki Perskiej okręt wsparcia logistycznego. Za ten wysiłek i inne podejmowane działania serdecznie dziękuję. Doceniam osiągnięcia - zostaną one na trwale zapisane w historii Marynarki Wojennej. [...] I chcę nadal korzystać z Pana bogatej wiedzy, doświadczenia i umiejętności, cieszę się, że mogłem powołać Pana w skład Rady Bezpieczeństwa Narodowego. Dalej będziemy mogli współdziałać dla dobra i bezpieczeństwa Rzeczypospolitej w niełatwych czasach.

W dniu 10 października 2003 roku pozostający w służbie czynnej adm. floty Ryszard Łukasik objął funkcję członka Rady Bezpieczeństwa Narodowego i piastował ją do końca kadencji, która upłynęła 22 grudnia 2005 roku. Pod koniec 2004 roku został jednocześnie zastępcą szefa Biura Bezpieczeństwa Narodowego. Po zaprzysiężeniu Lecha Kaczyńskiego na Urząd Prezydenta Rzeczypospolitej Polskiej jako jedyny z kierownictwa Biura Bezpieczeństwa Narodowego pozostał na stanowisku, do 13 stycznia 2006 roku pełniąc obowiązki szefa Biura Bezpieczeństwa Narodowego. Zawodową służbę wojskową zakończył w połowie 2006 roku i przeszedł w stan spoczynku.
18 grudnia 2008 roku został zatrudniony na stanowisku profesora wizytującego na Wydziale Dowodzenia i Operacji Morskich Akademii Marynarki Wojennej im. Bohaterów Westerplatte w Gdyni. 20 grudnia 2011 roku prezydent Bronisław Komorowski powołał go na członka Zespołu Doradczo-Konsultacyjnego przy Komisji Strategicznego Przeglądu Bezpieczeństwa Narodowego.
W okresie pełnienia funkcji ministra obrony narodowej przez Antoniego Macierewicza odszedł ze stanowiska profesora wizytującego w AMW.
Miał żonę Ewę oraz dwójkę dzieci – Magdalenę i Radosława. Miał dwóch braci – Mieczysława i Kazimierza, oraz siostrę Halinę. Interesował się literaturą faktu i historią nowożytną.

## Awanse

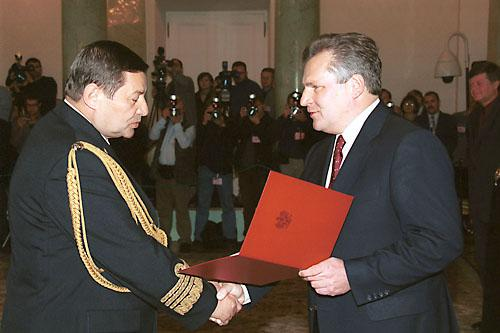
Wręczenie nominacji adm. Ryszardowi Łukasikowi na drugą kadencję dowódcy Marynarki Wojennej przez prezydenta Aleksandra Kwaśniewskiego w 2000 roku

- podporucznik marynarki – 1968
- porucznik marynarki – 1971
- kapitan marynarki – 1976
- komandor podporucznik – 1980
- komandor porucznik – 1983
- komandor – 1987
- kontradmirał – 1990
- wiceadmirał – 1995
- admirał – 1997
- admirał floty – 1 stycznia 2002[9]

## Ordery i odznaczenia
- Krzyż Komandorski Orderu Odrodzenia Polski (2002)[10][11]
- Krzyż Oficerski Orderu Odrodzenia Polski (1997)[12]
- Krzyż Kawalerski Orderu Odrodzenia Polski
- Złoty Krzyż Zasługi (1984)
- Złoty Medal „Siły Zbrojne w Służbie Ojczyzny” (1988)
- Srebrny Medal Siły Zbrojne w Służbie Ojczyzny
- Brązowy Medal Siły Zbrojne w Służbie Ojczyzny
- Złoty Medal „Za zasługi dla obronności kraju” (1988)
- Medal Za Zasługi dla Marynarki Wojennej PRL (1977)
- Order Marii Magdaleny I stopnia (1999)
- niemiecki Wielki Krzyż Zasługi z Gwiazdą Orderu Zasługi (2001)
- łotewski Honorowy Medal Zasługi (2003)
- Pierścień Hallera